# مبدأ انزياح التوازن

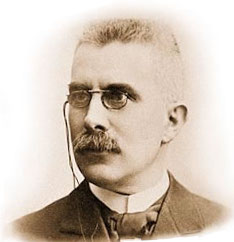

مبدأ انزياح التوازن أو مبدأ لو شاتيليه أو لو شاتيليه-براون في التحريك الحراري يعيّن تأثير تغيير إحدى دالات الحالة (مثل الضغط أو درجة الحرارة) علي التوازن الكيميائي.

## الاسم
يحمل المبدأ اسمي هنري لوي لو شاتيليه وكارل فرديناند براون اللذان اكتشفاه كل على حدة.

## الملخص
«إذا حدثت تغييرات في التركيز، أو درجة الحرارة، أو الحجم، أو الضغط الجزئي لأحد المواد في نظام كيميائي موجود في حالة توازن كيميائي فعندها سيتغير التوازن الكيميائي في الاتجاه الذي يُحد من تأثير هذا التغيير.»

## التطبيق
في الكيمياء، يستخدم المبدأ للتحكم في نتيجة التفاعلات العكوسية، عادة لزيادة نتيجة المعادلة.
مثلا في التفاعل التالي :
{\displaystyle \mathrm {2\ NO_{2}\rightleftharpoons \ N_{2}O_{4}} }
تكون حرارة التفاعل {\displaystyle \Delta {\overrightarrow {H}}=-58{\rm {\tfrac {kJ}{mol}}}}
وهي ذات قيمة سالبة (أصغر من الصفر) بالتالي فالتفاعل ناشر للحرارة (طارد للحرارة).
بالتالي فإن رفع درجة الحرارة يدفع التوازن الكيميائي للتفاعل نحو تكوين NO2 وهذا ينطبق على التفاعلات الطاردة للحرارة، فبزيادة درجة الحرارة يسير التفاعل في الاتجاه من اليمين إلى اليسار. (في الاتجاه العكسي)
أما تخفيض درجة الحرارة فسيدفع التوازن الكيميائي نحو تشكيل N2O4

## تأثير تغير التركيز
إذا زاد تركيز أحد المواد الداخلة في التفاعل فإن التوازن الكيميائي سوف ينزاح في الاتجاه الذي يخفض هذه الزيادة في التركيز. وبناء على ذلك فإن سرعة التفاعل سوف تزيد وسوف تتغير نواتج التفاعل بقدر تأثير زيادة التركيز.
ويمكن توضيح ذلك في مثال توازن أول أكسيد الكربون والهيدروجين وكلاهما غاز. فهما يتفاعلان وينتجا ميثانول طبقا للمعادلة:
{\displaystyle {\ce {CO + 2 H2 <=> CH3OH}}}
فإذا افترضنا وأزدنا تركيز أول أكسيد الكربون، فطبقا لمبدأ لو شاتيلييه نتوقع زيادة الميثانول بحيث يخفض من تغير تركيز أول أكسيد الكربون. أي أننا عندما نزيد أحد مواد التفاعل، فإن سريان التفاعل سوف يتجه في اتجاه خفض التغير الحادث.
كذلك إذا سحبنا كمية من أحد المواد المتفاعلة فإن التفاعل سوف يسير في الاتجاه الذي يعوض هذا الانخفاض، أي يسير التفاعل في اتجاه انخفاض تركيز أحد المواد.
وتتطابق تلك المشاهدة مع نظرية التصادم. فعندما يزداد تركيز أول أكسيد الكربون CO فإن معدل حدوث صدمات ناجحة بين الجزيئات وهي تعمل على زيادة التفاعل في الاتجاه الذي يزيد من الناتج، وهو الميثانول. وحتى لو كان الناتج المطلوب لا تزكيه ترموديناميكية التفاعل، فإنه يمكننا الحصول على هذا الناتج بكثرة عن طريق سحب المتكون منه أولا بأول من المحلول.

## تأثير تغيير درجة الحرارة
سحب الحرارة من التفاعل تزيد من سير تفاعل ناشر للحرارة، وتزويد النظام بحرارة تزيد من تفاعل تفاعل يمتص الحرارة. وسوف نأخذ هنا مثال مخلوط غاز في حالة توازن كيميائي مكون من ثاني أكسيد النيتروجين البني اللون ورابع أكسيد النيتروجين 2NO4 وهو عديم اللون:
{\displaystyle {\rm {2NO_{2}\ \rightleftharpoons \ N_{2}O_{4}}}}
يبلغ الإنثالبي للتفاعل في اتجاه اليمين {\displaystyle \Delta {\overrightarrow {H}}=-58{\rm {\tfrac {kJ}{mol}}}},
أي أن هذا التفاعل تفاعل ناشر للحرارة حيث تنتشر حرارة منه. أما التفاعل العكسي من اليمين إلى اليسار فهو تفاعل يمتص الحرارة وتبلغ انثالبيته :: {\displaystyle \Delta {\overleftarrow {H}}=+58{\rm {\tfrac {kJ}{mol}}}}.
فإذا رفعنا درجة الحرارة مع الاحتفاظ بالحجم ثابتا، فإن التفاعل سوف يسير في الاتجاه من اليمين إلى اليسار، أي أن رفع درجة الحرارة تكون في صالح التفاعل الماص للحرارة، وبذلك ينزاح التوازن إلى اليسار، ويصير المخلوط غامقا اللون. أما إذا خفضنا درجة الحرارة فإن هذا يعمل في صالح التفاعل الناشر للحرارة، وعندئذ ينزاح التوازن إلى اليمين ويصبح المخلوط عديم اللون.

## اقرأ أيضا
- معادلة أرينيوس
- تفاعل ناشر للحرارة
- تفاعل يمتص الحرارة
- تفاعل عكوس
- نتاج (كيمياء)
- تفاعل الثرميت
- تفاعل أكسدة-اختزال
- اختزال
- قاعدة فانت هوف
- مخطط أرهينيوس
- تفاعل نووي